# T Aurigae
T Aurigae (vagy Nova Aurigae 1891) egy 1891-ben megjelenő klasszikus nóva volt a Szekeres (Auriga) csillagképben.

## Felfedezése
Thomas David Anderson amatőrcsillagász fedezte fel Edinburgh-ban, 1892. január 24-én. 2:00 órakor (UTC) vette észre nagy biztonsággal, amikor a nóva fényesebb volt, mint a χ Aurigae kettőscsillagrendszer (4,74-es látszólagos magnitúdó). Először azt hitte, hogy a 26 Aurigae kettőscsillag rendszert látta, meg is jegyezte magának, hogy fényesebb, mint emlékezett. A következő hét folyamán még kétszer észlelte. Miután észrevette a tévedését, január 31-én  üzent Ralph Copeland (Astronomer Royal for Scotland) csillagásznak. A felfedezést Copeland rögtön el is küldte kollégájának, William Hugginsnek, aki 1892. február 2-án el is végezte az első spektroszkópiai vizsgálatokat; ekkor a nóva fényessége 4,5m volt. A T Aurigae volt az első nóva, amelyen spektroszkópiai vizsgálatot végeztek.

## Megfigyelése
A nóva megtalálható a felfedezést megelőző felvételeken, ami lehetővé tette nóva fényességgörbéjének meghatározását 1891-től kezdődően. Egy 2010-es tanulmány szerint a nóva legnagyobb fényessége 4,5 magnitúdó volt. Az AAVSO adatai szerint leghalványabb magnitúdója 15,3 volt.
1958-ban a Crossley-távcsővel való megfigyelés rámutatott, hogy a nóvát egy fogyatkozó kettőscsillagrendszer építi fel, 4,9 órás periódusidővel, valamint 0,18-as magnitúdójú fogyatkozási mélységgel. A T Aurigae volt a harmadik nóva, amely rövid periódusú fogyatkozó bináris típusú volt, és felfedezése növelte a nóvák és kettőscsillagrendszerek kapcsolatáról szóló elméletek gyakoriságát. Ma már úgy tartják, hogy minden nóva kettőscsillagokból fejlődik, amikor egy „donor” csillag körül keringő fehér törpe anyagot von el a nagyobb csillagtól, ezáltal robbanás következik be.
A T Aurigae nóva körül elliptikus emissziós köd található (méretei 25 × 19 ívmásodperc), ami planetáris ködre hasonlít. E. Santamaría és munkatársai felvételeket készítettek a nóva köd maradványairól 2016 és 2019 között, és 1956-os felvételekkel való összehasonlítás után meghatározták, hogy a köd évente 0,01 ívmásodperccel növekszik, ami hozzávetőlegesen 350 km/s tágulási sebességnek felel meg.

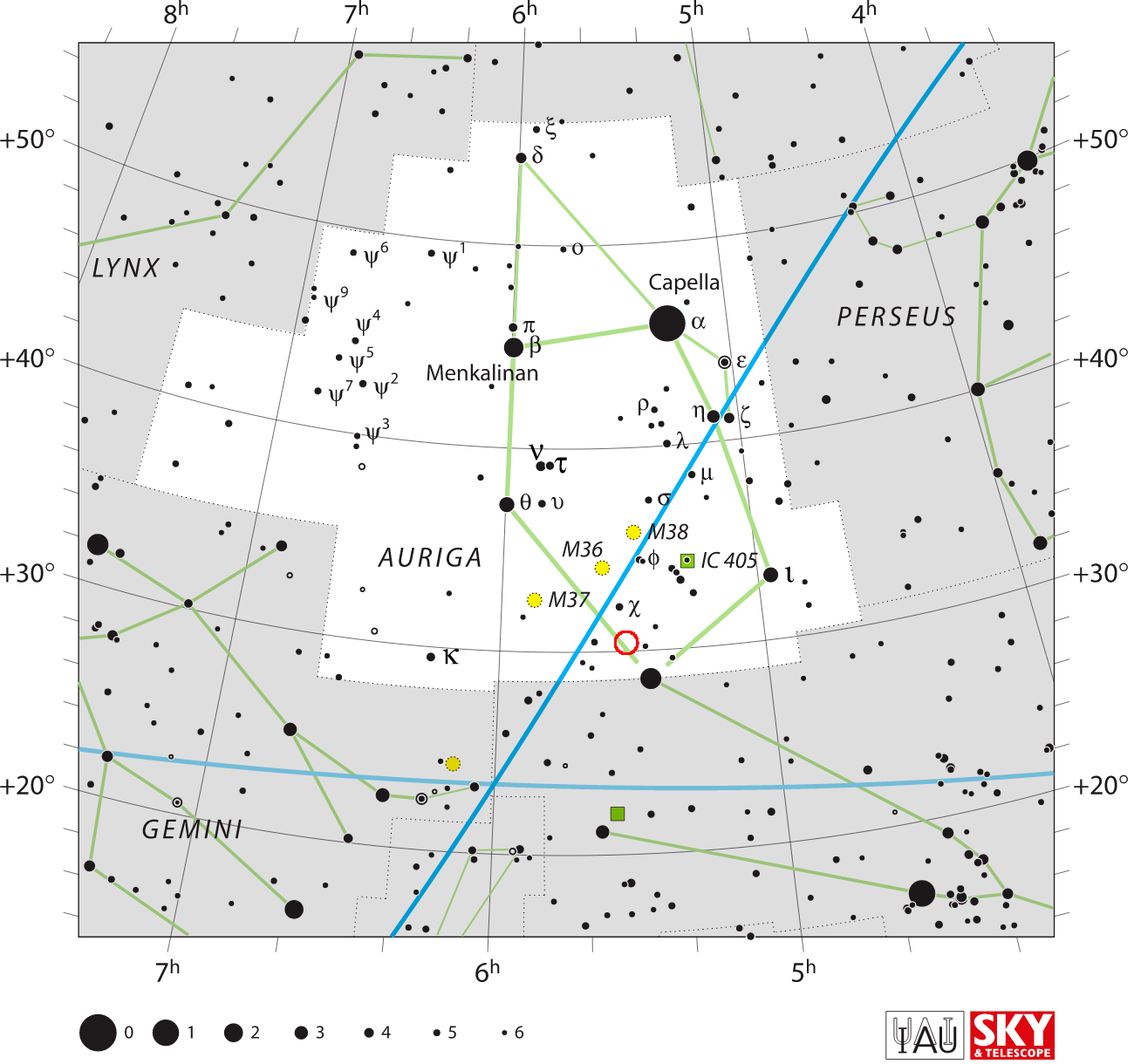
T Aurigae elhelyezkedése a Szekeres csillagképben (pirossal bekarikázva)
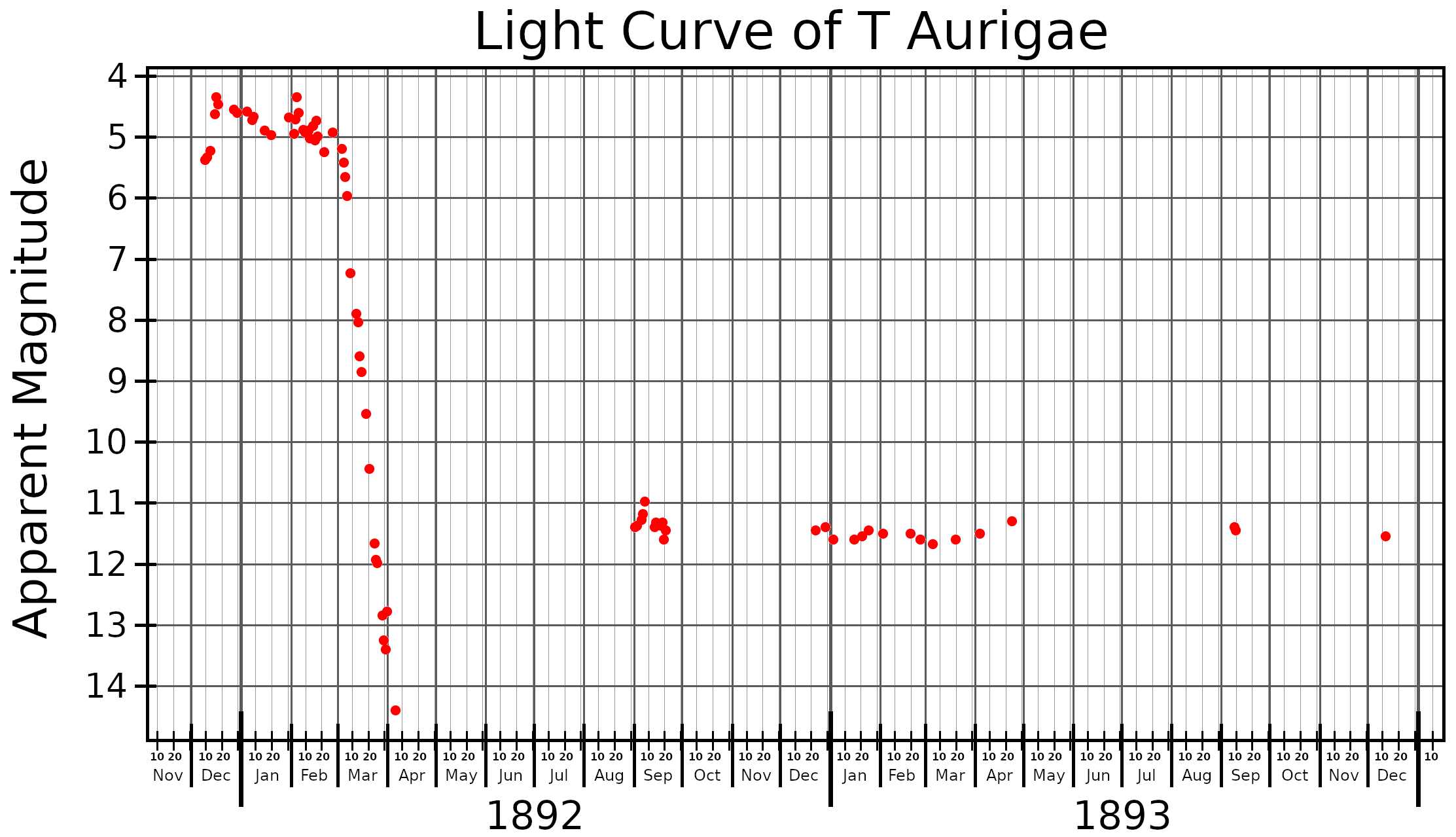
T Aurigae nóva fényességdiagramja (Harlow Shapley, 1933)
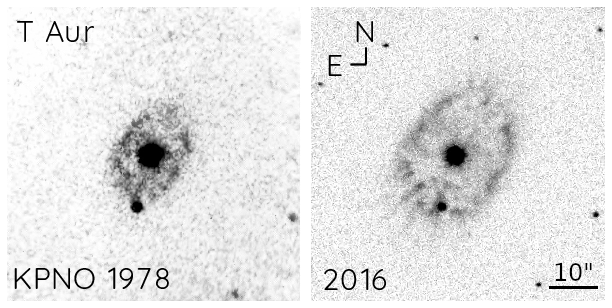
Két, 38 év különbséggel készült felvétel mutatja a nóva maradványködének tágulását

## Külső hivatkozások
- T Aurigae a SIMBAD csillagászati adatbázisban

## Fordítás
Ez a szócikk részben vagy egészben  a   T Aurigae című angol Wikipédia-szócikk ezen változatának fordításán alapul.  Az eredeti cikk szerkesztőit annak laptörténete sorolja fel. Ez a jelzés csupán a megfogalmazás eredetét és a szerzői jogokat jelzi, nem szolgál a cikkben szereplő információk forrásmegjelöléseként.